# Camboya en los Juegos Paralímpicos de Río de Janeiro 2016
Camboya estuvo representada en los Juegos Paralímpicos de Río de Janeiro 2016 por un deportista masculino. El equipo paralímpico camboyano no obtuvo ninguna medalla en estos Juegos.